# Zahra Eshraghi
Zahra Eshraghi (en persa: زهرا اشراقی, Zahrâ Eshrâqi ) (nacida en 1964) es una activista iraní, quién es partidaria del feminismo y los derechos humanos.

## Primeros años y educación
Eshraghi nació en 1964. Es la nieta del Ayatolá Jomeini. Es licenciada en filosofía.

## Pensamiento
Zahra Eshraghi quiere que no sea obligatorio el hecho de que las mujeres tengan el rostro cubierto. En ello declara: "Nuestra constitución todavía dice que el hombre es el jefe y la mujer es una esposa leal que se sacrifica por su familia. Pero la sociedad actual ha cambiado, especialmente en los últimos 10 años. Si mi abuelo siguiera vivo, estaría segura de que tendría ideas muy diferentes."
También declaró: "La constitución que mi abuelo aprobó dice que solo los hombres pueden llegar a la presidencia (...) Nos gustaría cambiar la redacción de 'hombre a 'cualquiera'. Pero la discriminación no está sólo en la constitución. Como mujer, si quiero conseguir un pasaporte para salir del país, realizarme una cirugía, e incluso para poder respirar, debo de tener el permiso de mi esposo."

## Críticas
Eshraghi fue criticada en 2010, por haber dado apoyo al candidato presidencial Mehdí Karroubí y fue partidaria del Movimiento Verde Iraní.

## Vida privada
En 1983, Esraghi se casó con Mohammad-Reza Jatami, exjefe del Frente de Participación de la República Islámica de Irán, el principal partido reformista de Irán y hermano menor del expresidente Mohammad Jatamí. Tienen dos niños, una hija llamada Fatemeh, y un hijo llamado Alí.